# Morikawa Taishin
Taishin Morikawa (sinh ngày 27 tháng 9 năm 1994) là một cầu thủ bóng đá người Nhật Bản.

## Sự nghiệp câu lạc bộ
Taishin Morikawa đã từng chơi cho Roasso Kumamoto, Gainare Tottori, Fujieda MYFC và Verspah Oita.